# Araschnia porrima
Araschnia porrima är en fjärilsart som beskrevs av Jacob Hübner 1790-1793. Araschnia porrima ingår i släktet Araschnia och familjen praktfjärilar. Inga underarter finns listade i Catalogue of Life.